# Torneios WTA Premier
O WTA Premier encabeçou a série de eventos introduzida pela Associação de Tênis Feminino (WTA) em 2009, que durou até 2020.
Foi composto por doze eventos anuais, com trocas constantes. Os mais lôngevos foram Charleston, Eastbourne, Moscou, Stuttgart e Sydney. Tirando Sydney, todos eles tiveram condições de acontecer em todos os anos, mas foram cancelados em 2020 por causa da pandemia de COVID-19.
Doze anos depois, a Associação reformulou o sistema, visando aproximá-lo do conhecido na Associação de Tenistas Profissionais (ATP). O Premier migrou para o WTA 500.

## Eventos

### 2020
| Semana | Cidade          | País                   | Nome comercial                       | Piso             | Campeã                                  | Campeãs                                 |
| ------ | --------------- | ---------------------- | ------------------------------------ | ---------------- | --------------------------------------- | --------------------------------------- |
| 1      | Brisbane        | Austrália              | Brisbane International               | duro             | Karolína Plíšková                       | Hsieh Su-wei Barbora Strýcová           |
| 2      | Adelaide        | Austrália              | Adelaide International               | duro             | Ashleigh Barty                          | Nicole Melichar Xu Yifan                |
| 6      | São Petersburgo | Rússia                 | St. Petersburg Ladies Trophy         | duro (coberto)   | Kiki Bertens                            | Shuko Aoyama Ena Shibahara              |
| 7      | Dubai           | Emirados Árabes Unidos | Dubai Duty Free Tennis Championships | duro             | Simona Halep                            | Hsieh Su-wei Barbora Strýcová           |
| 14     | Charleston      | Estados Unidos         | Volvo Car Open                       | saibro (verde)   | Cancelado devido à pandemia de COVID-19 | Cancelado devido à pandemia de COVID-19 |
| 16     | Stuttgart       | Alemanha               | Porsche Tennis Grand Prix            | saibro (coberto) | Cancelado devido à pandemia de COVID-19 | Cancelado devido à pandemia de COVID-19 |
| 24     | Berlim          | Alemanha               | Bett1 Open                           | grama            | Cancelado devido à pandemia de COVID-19 | Cancelado devido à pandemia de COVID-19 |
| 25     | Eastbourne      | Reino Unido            | Nature Valley International          | grama            | Cancelado devido à pandemia de COVID-19 | Cancelado devido à pandemia de COVID-19 |
| 31     | San José        | Estados Unidos         | Mubadala Silicon Valley Classic      | duro             | Cancelado devido à pandemia de COVID-19 | Cancelado devido à pandemia de COVID-19 |
| 42     | Ostrava         | Chéquia                | J&T Banka Ostrava Open               | duro (coberto)   | Aryna Sabalenka                         | Elise Mertens Aryna Sabalenka           |
| 43     | Zhengzhou       | China                  | Zhengzhou Open                       | duro             | Cancelado devido à pandemia de COVID-19 | Cancelado devido à pandemia de COVID-19 |
| 44     | Moscou          | Rússia                 | VTB Kremlin Cup                      | duro (coberto)   | Cancelado devido à pandemia de COVID-19 | Cancelado devido à pandemia de COVID-19 |
| 44     | Tóquio          | Japão                  | Toray Pan Pacific Open               | duro             | Cancelado devido à pandemia de COVID-19 | Cancelado devido à pandemia de COVID-19 |

### 2019
| Semana | Cidade          | País           | Nome comercial                  | Piso             | Campeã            | Campeãs                                |
| ------ | --------------- | -------------- | ------------------------------- | ---------------- | ----------------- | -------------------------------------- |
| 1      | Brisbane        | Austrália      | Brisbane International          | duro             | Karolína Plíšková | Nicole Melichar Květa Peschke          |
| 2      | Sydney          | Austrália      | Sydney International            | duro             | Petra Kvitová     | Aleksandra Krunić Kateřina Siniaková   |
| 5      | São Petersburgo | Rússia         | St. Petersburg Ladies Trophy    | duro (coberto)   | Kiki Bertens      | Margarita Gasparyan Ekaterina Makarova |
| 7      | Doha            | Catar          | Qatar Total Open                | duro             | Elise Mertens     | Chan Hao-ching Latisha Chan            |
| 14     | Charleston      | Estados Unidos | Volvo Car Open                  | saibro (verde)   | Madison Keys      | Anna-Lena Grönefeld Alicja Rosolska    |
| 17     | Stuttgart       | Alemanha       | Porsche Tennis Grand Prix       | saibro (coberto) | Petra Kvitová     | Mona Barthel Anna-Lena Friedsam        |
| 25     | Birmingham      | Reino Unido    | Nature Valley Classic           | grama            | Ashleigh Barty    | Hsieh Su-wei Barbora Strýcová          |
| 26     | Eastbourne      | Reino Unido    | Nature Valley International     | grama            | Karolína Plíšková | Chan Hao-ching Latisha Chan            |
| 31     | San José        | Estados Unidos | Mubadala Silicon Valley Classic | duro             | Zheng Saisai      | Nicole Melichar Květa Peschke          |
| 37     | Zhengzhou       | China          | ICBC Credit Card Zhengzhou Open | duro             | Karolína Plíšková | Nicole Melichar Květa Peschke          |
| 38     | Osaka           | Japão          | Toray Pan Pacific Open          | duro             | Naomi Osaka       | Chan Hao-ching Latisha Chan            |
| 42     | Moscou          | Rússia         | VTB Kremlin Cup                 | duro (coberto)   | Belinda Bencic    | Shuko Aoyama Ena Shibahara             |

### 2018
| Semana | Cidade          | País                   | Nome comercial                       | Piso             | Campeã             | Campeãs                                    |
| ------ | --------------- | ---------------------- | ------------------------------------ | ---------------- | ------------------ | ------------------------------------------ |
| 1      | Brisbane        | Austrália              | Brisbane International               | duro             | Elina Svitolina    | Kiki Bertens Demi Schuurs                  |
| 2      | Sydney          | Austrália              | Sydney International                 | duro             | Angelique Kerber   | Gabriela Dabrowski Xu Yifan                |
| 5      | São Petersburgo | Rússia                 | St. Petersburg Ladies Trophy         | duro (coberto)   | Petra Kvitová      | Timea Bacsinszky Vera Zvonareva            |
| 8      | Dubai           | Emirados Árabes Unidos | Dubai Duty Free Tennis Championships | duro             | Elina Svitolina    | Chan Hao-ching Yang Zhaoxuan               |
| 14     | Charleston      | Estados Unidos         | Volvo Car Open                       | saibro (verde)   | Kiki Bertens       | Alla Kudryavtseva Katarina Srebotnik       |
| 17     | Stuttgart       | Alemanha               | Porsche Tennis Grand Prix            | saibro (coberto) | Karolína Plíšková  | Raquel Atawo Anna-Lena Grönefeld           |
| 25     | Birmingham      | Reino Unido            | Nature Valley Classic                | grama            | Petra Kvitová      | Tímea Babos Kristina Mladenovic            |
| 26     | Eastbourne      | Reino Unido            | Nature Valley International          | grama            | Caroline Wozniacki | Gabriela Dabrowski Xu Yifan                |
| 31     | San José        | Estados Unidos         | Mubadala Silicon Valley Classic      | duro             | Mihaela Buzărnescu | Latisha Chan Květa Peschke                 |
| 34     | New Haven       | Estados Unidos         | Connecticut Open                     | duro             | Aryna Sabalenka    | Andrea Sestini Hlaváčková Barbora Strýcová |
| 38     | Tóquio          | Japão                  | Toray Pan Pacific Open               | duro (coberto)   | Karolína Plíšková  | Miyu Kato Makoto Ninomiya                  |
| 42     | Moscou          | Rússia                 | VTB Kremlin Cup                      | duro (coberto)   | Daria Kasatkina    | Alexandra Panova Laura Siegemund           |

### 2017
| Semana | Cidade          | País           | Nome comercial                 | Piso             | Campeã              | Campeãs                                    |
| ------ | --------------- | -------------- | ------------------------------ | ---------------- | ------------------- | ------------------------------------------ |
| 1      | Brisbane        | Austrália      | Brisbane International         | duro             | Karolína Plíšková   | Bethanie Mattek-Sands Sania Mirza          |
| 2      | Sydney          | Austrália      | Apia International Sydney      | duro             | Johanna Konta       | Tímea Babos Anastasia Pavlyuchenkova       |
| 5      | São Petersburgo | Rússia         | St. Petersburg Ladies Trophy   | duro (coberto)   | Kristina Mladenovic | Jeļena Ostapenko Alicja Rosolska           |
| 7      | Doha            | Catar          | Qatar Total Open               | duro             | Karolína Plíšková   | Abigail Spears Katarina Srebotnik          |
| 14     | Charleston      | Estados Unidos | Volvo Car Open                 | saibro (verde)   | Daria Kasatkina     | Bethanie Mattek-Sands Lucie Šafářová       |
| 17     | Stuttgart       | Alemanha       | Porsche Tennis Grand Prix      | saibro (coberto) | Laura Siegemund     | Raquel Atawo Jeļena Ostapenko              |
| 25     | Birmingham      | Reino Unido    | Aegon Classic Birmingham       | grama            | Petra Kvitová       | Ashleigh Barty Casey Dellacqua             |
| 26     | Eastbourne      | Reino Unido    | Aegon International Eastbourne | grama            | Karolína Plíšková   | Chan Yung-jan Martina Hingis               |
| 31     | Stanford        | Estados Unidos | Bank of the West Classic       | duro             | Madison Keys        | Abigail Spears Coco Vandeweghe             |
| 34     | New Haven       | Estados Unidos | Connecticut Open               | duro             | Daria Gavrilova     | Gabriela Dabrowski Xu Yifan                |
| 38     | Tóquio          | Japão          | Toray Pan Pacific Open         | duro             | Caroline Wozniacki  | Andreja Klepač María José Martínez Sánchez |
| 42     | Moscou          | Rússia         | VTB Kremlin Cup                | duro (coberto)   | Julia Görges        | Tímea Babos Andrea Hlaváčková              |

### 2016
| Semana | Cidade          | País                   | Nome comercial                       | Piso             | Campeã              | Campeãs                             |
| ------ | --------------- | ---------------------- | ------------------------------------ | ---------------- | ------------------- | ----------------------------------- |
| 1      | Brisbane        | Austrália              | Brisbane International               | duro             | Victoria Azarenka   | Martina Hingis Sania Mirza          |
| 2      | Sydney          | Austrália              | Apia International Sydney            | duro             | Svetlana Kuznetsova | Martina Hingis Sania Mirza          |
| 6      | São Petersburgo | Rússia                 | St. Petersburg Ladies Trophy         | duro (coberto)   | Roberta Vinci       | Martina Hingis Sania Mirza          |
| 7      | Dubai           | Emirados Árabes Unidos | Dubai Duty Free Tennis Championships | duro             | Sara Errani         | Chuang Chia-jung Darija Jurak       |
| 14     | Charleston      | Estados Unidos         | Volvo Car Open                       | saibro (verde)   | Sloane Stephens     | Caroline Garcia Kristina Mladenovic |
| 16     | Stuttgart       | Alemanha               | Porsche Tennis Grand Prix            | saibro (coberto) | Angelique Kerber    | Caroline Garcia Kristina Mladenovic |
| 24     | Birmingham      | Reino Unido            | Aegon Classic Birmingham             | grama            | Madison Keys        | Karolína Plíšková Barbora Strýcová  |
| 25     | Eastbourne      | Reino Unido            | Aegon International Eastbourne       | grama            | Dominika Cibulková  | Darija Jurak Anastasia Rodionova    |
| 29     | Stanford        | Estados Unidos         | Bank of the West Classic             | duro             | Johanna Konta       | Raquel Atawo Abigail Spears         |
| 34     | New Haven       | Estados Unidos         | Connecticut Open                     | duro             | Agnieszka Radwańska | Sania Mirza Monica Niculescu        |
| 38     | Tóquio          | Japão                  | Toray Pan Pacific Open               | duro             | Caroline Wozniacki  | Sania Mirza Barbora Strýcová        |
| 42     | Moscou          | Rússia                 | VTB Kremlin Cup                      | duro (coberto)   | Svetlana Kuznetsova | Andrea Hlaváčková Lucie Hradecká    |

### 2015
| Semana | Cidade     | País           | Nome comercial                   | Piso             | Campeã              | Campeãs                                        |
| ------ | ---------- | -------------- | -------------------------------- | ---------------- | ------------------- | ---------------------------------------------- |
| 1      | Brisbane   | Austrália      | Brisbane International           | duro             | Maria Sharapova     | Martina Hingis Sabine Lisicki                  |
| 2      | Sydney     | Austrália      | Apia International Sydney        | duro             | Petra Kvitová       | Bethanie Mattek-Sands Sania Mirza              |
| 6      | Antuérpia  | Bélgica        | BNP Paribas Fortis Diamond Games | duro (coberto)   | Andrea Petkovic     | Anabel Medina Garrigues Arantxa Parra Santonja |
| 8      | Doha       | Catar          | Qatar Total Open                 | duro             | Lucie Safarova      | Raquel Kops-Jones Abigail Spears               |
| 14     | Charleston | Estados Unidos | Family Circle Cup                | saibro (verde)   | Angelique Kerber    | Martina Hingis Sania Mirza                     |
| 16     | Stuttgart  | Alemanha       | Porsche Tennis Grand Prix        | saibro (coberto) | Angelique Kerber    | Bethanie Mattek-Sands Lucie Šafářová           |
| 24     | Birmingham | Reino Unido    | Aegon Classic Birmingham         | grama            | Angelique Kerber    | Garbiñe Muguruza Carla Suárez Navarro          |
| 25     | Eastbourne | Reino Unido    | Aegon International Eastbourne   | grama            | Belinda Bencic      | Caroline Garcia Katarina Srebotnik             |
| 31     | Stanford   | Estados Unidos | Bank of the West Classic         | duro             | Angelique Kerber    | Xu Yifan Zheng Saisai                          |
| 34     | New Haven  | Estados Unidos | Connecticut Open                 | duro             | Petra Kvitová       | Julia Görges Lucie Hradecká                    |
| 38     | Tóquio     | Japão          | Toray Pan Pacific Open           | duro             | Agnieszka Radwańska | Garbiñe Muguruza Carla Suárez Navarro          |
| 42     | Moscou     | Rússia         | Kremlin Cup                      | duro (coberto)   | Svetlana Kuznetsova | Daria Kasatkina Elena Vesnina                  |

### 2014
| Semana | Cidade     | País                   | Nome comercial                       | Piso             | Campeã                   | Campeãs                                    |
| ------ | ---------- | ---------------------- | ------------------------------------ | ---------------- | ------------------------ | ------------------------------------------ |
| 1      | Brisbane   | Austrália              | Brisbane International               | duro             | Serena Williams          | Alla Kudryavtseva Anastasia Rodionova      |
| 2      | Sydney     | Austrália              | Apia International Sydney            | duro             | Tsvetana Pironkova       | Tímea Babos Lucie Šafářová                 |
| 5      | Paris      | França                 | Open GDF Suez                        | duro (coberto)   | Anastasia Pavlyuchenkova | Anna-Lena Grönefeld Květa Peschke          |
| 8      | Dubai      | Emirados Árabes Unidos | Dubai Duty Free Tennis Championships | duro             | Venus Williams           | Alla Kudryavtseva Anastasia Rodionova      |
| 14     | Charleston | Estados Unidos         | Family Circle Cup                    | saibro (verde)   | Andrea Petkovic          | Anabel Medina Garrigues Yaroslava Shvedova |
| 17     | Stuttgart  | Alemanha               | Porsche Tennis Grand Prix            | saibro (coberto) | Maria Sharapova          | Sara Errani Roberta Vinci                  |
| 24     | Birmingham | Reino Unido            | Aegon Classic                        | grama            | Ana Ivanović             | Raquel Kops-Jones Abigail Spears           |
| 25     | Eastbourne | Reino Unido            | Aegon International                  | grama            | Madison Keys             | Chan Hao-ching Chan Yung-jan               |
| 31     | Stanford   | Estados Unidos         | Bank of the West Classic             | duro             | Serena Williams          | Garbiñe Muguruza Carla Suárez Navarro      |
| 34     | New Haven  | Estados Unidos         | Connecticut Open                     | duro             | Petra Kvitová            | Andreja Klepač Sílvia Soler Espinosa       |
| 38     | Tóquio     | Japão                  | Toray Pan Pacific Open               | duro             | Ana Ivanović             | Cara Black Sania Mirza                     |
| 42     | Moscou     | Rússia                 | Kremlin Cup                          | duro (coberto)   | Anastasia Pavlyuchenkova | Martina Hingis Flavia Pennetta             |

### 2013
| Semana | Cidade     | País                   | Nome comercial                       | Piso             | Campeã              | Campeãs                             |
| ------ | ---------- | ---------------------- | ------------------------------------ | ---------------- | ------------------- | ----------------------------------- |
| 1      | Brisbane   | Austrália              | Brisbane International               | duro             | Serena Williams     | Bethanie Mattek-Sands Sania Mirza   |
| 2      | Sydney     | Austrália              | Apia International Sydney            | duro             | Agnieszka Radwańska | Nadia Petrova Katarina Srebotnik    |
| 5      | Paris      | França                 | Open GDF Suez                        | duro (coberto)   | Mona Barthel        | Sara Errani Roberta Vinci           |
| 8      | Dubai      | Emirados Árabes Unidos | Dubai Duty Free Tennis Championships | duro             | Petra Kvitová       | Bethanie Mattek-Sands Sania Mirza   |
| 14     | Charleston | Estados Unidos         | Family Circle Cup                    | saibro (verde)   | Serena Williams     | Kristina Mladenovic Lucie Šafářová  |
| 17     | Stuttgart  | Alemanha               | Porsche Tennis Grand Prix            | saibro (coberto) | Maria Sharapova     | Mona Barthel Sabine Lisicki         |
| 21     | Bruxelas   | Bélgica                | Brussels Open                        | saibro           | Kaia Kanepi         | Anna-Lena Grönefeld Květa Peschke   |
| 25     | Eastbourne | Reino Unido            | Aegon International                  | grama            | Elena Vesnina       | Nadia Petrova Katarina Srebotnik    |
| 30     | Stanford   | Estados Unidos         | Bank of the West Classic             | duro             | Dominika Cibulková  | Raquel Kops-Jones Abigail Spears    |
| 31     | Carlsbad   | Estados Unidos         | Mercury Insurance Open               | duro             | Samantha Stosur     | Raquel Kops-Jones Abigail Spears    |
| 34     | New Haven  | Estados Unidos         | New Haven Open at Yale               | duro             | Simona Halep        | Sania Mirza Zheng Jie               |
| 42     | Moscou     | Rússia                 | Kremlin Cup by Bank of Moscow        | duro (coberto)   | Simona Halep        | Svetlana Kuznetsova Samantha Stosur |

### 2012
| Semana | Cidade     | País                   | Nome comercial                       | Piso             | Campeã              | Campeãs                                            |
| ------ | ---------- | ---------------------- | ------------------------------------ | ---------------- | ------------------- | -------------------------------------------------- |
| 1      | Brisbane   | Austrália              | Brisbane International               | duro             | Kaia Kanepi         | Nuria Llagostera Vives Arantxa Parra Santonja      |
| 2      | Sydney     | Austrália              | Apia International Sydney            | duro             | Victoria Azarenka   | Květa Peschke Katarina Srebotnik                   |
| 6      | Paris      | França                 | Open GDF Suez                        | duro (coberto)   | Angelique Kerber    | Liezel Huber Lisa Raymond                          |
| 8      | Dubai      | Emirados Árabes Unidos | Dubai Duty Free Tennis Championships | duro             | Agnieszka Radwańska | Liezel Huber Lisa Raymond                          |
| 14     | Charleston | Estados Unidos         | Family Circle Cup                    | saibro (verde)   | Serena Williams     | Anastasia Pavlyuchenkova Lucie Šafářová            |
| 17     | Stuttgart  | Alemanha               | Porsche Tennis Grand Prix            | saibro (coberto) | Maria Sharapova     | Iveta Benešová Barbora Záhlavová-Strýcová          |
| 21     | Bruxelas   | Bélgica                | Brussels Open                        | saibro           | Agnieszka Radwańska | Bethanie Mattek-Sands Sania Mirza                  |
| 21     | Eastbourne | Reino Unido            | Aegon International                  | grama            | Tamira Paszek       | Nuria Llagostera Vives María José Martínez Sánchez |
| 28     | Stanford   | Estados Unidos         | Bank of the West Classic             | duro             | Serena Williams     | Marina Erakovic Heather Watson                     |
| 29     | Carlsbad   | Estados Unidos         | Mercury Insurance Open               | duro             | Dominika Cibulková  | Raquel Kops-Jones Abigail Spears                   |
| 34     | New Haven  | Estados Unidos         | New Haven Open at Yale               | duro             | Petra Kvitová       | Liezel Huber Lisa Raymond                          |
| 42     | Moscou     | Rússia                 | Kremlin Cup                          | duro (coberto)   | Caroline Wozniacki  | Ekaterina Makarova Elena Vesnina                   |

### 2011
| Semana | Cidade     | País           | Nome comercial                | Piso             | Campeã              | Campeãs                                   |
| ------ | ---------- | -------------- | ----------------------------- | ---------------- | ------------------- | ----------------------------------------- |
| 2      | Sydney     | Austrália      | Medibank International Sydney | duro             | Li Na               | Iveta Benešová Barbora Záhlavová-Strýcová |
| 6      | Paris      | França         | Open GDF Suez                 | duro (coberto)   | Petra Kvitová       | Bethanie Mattek-Sands Meghann Shaughnessy |
| 8      | Doha       | Catar          | Qatar Ladies Open             | duro             | Vera Zvonareva      | Květa Peschke Katarina Srebotnik          |
| 14     | Charleston | Estados Unidos | Family Circle Cup             | saibro (verde)   | Caroline Wozniacki  | Sania Mirza Elena Vesnina                 |
| 16     | Stuttgart  | Alemanha       | Porsche Tennis Grand Prix     | saibro (coberto) | Julia Görges        | Sabine Lisicki Samantha Stosur            |
| 20     | Bruxelas   | Bélgica        | Brussels Open by GDF Suez     | saibro           | Caroline Wozniacki  | Andrea Hlaváčková Galina Voskoboeva       |
| 24     | Eastbourne | Reino Unido    | Aegon International           | grama            | Marion Bartoli      | Květa Peschke Katarina Srebotnik          |
| 30     | Stanford   | Estados Unidos | Bank of the West Classic      | duro             | Serena Williams     | Victoria Azarenka Maria Kirilenko         |
| 31     | Carlsbad   | Estados Unidos | Mercury Insurance Open        | duro             | Agnieszka Radwańska | Květa Peschke Katarina Srebotnik          |
| 34     | New Haven  | Estados Unidos | New Haven Open at Yale        | duro             | Caroline Wozniacki  | Chuang Chia-jung Olga Govortsova          |
| 42     | Moscou     | Rússia         | Kremlin Cup                   | duro (coberto)   | Dominika Cibulková  | Vania King Yaroslava Shvedova             |

### 2010
| Semana | Cidade     | País           | Nome comercial                | Piso             | Campeã              | Campeãs                                    |
| ------ | ---------- | -------------- | ----------------------------- | ---------------- | ------------------- | ------------------------------------------ |
| 2      | Sydney     | Austrália      | Medibank International Sydney | duro             | Elena Dementieva    | Cara Black Liezel Huber                    |
| 6      | Paris      | França         | Open GDF Suez                 | duro (coberto)   | Elena Dementieva    | Iveta Benešová Barbora Záhlavová-Strýcová  |
| 15     | Charleston | Estados Unidos | Family Circle Cup             | saibro (verde)   | Samantha Stosur     | Liezel Huber Nadia Petrova                 |
| 17     | Stuttgart  | Alemanha       | Porsche Tennis Grand Prix     | saibro (coberto) | Justine Henin       | Gisela Dulko Flavia Pennetta               |
| 20     | Varsóvia   | Polónia        | Polsat Warsaw Open            | saibro           | Alexandra Dulgheru  | Virginia Ruano Pascual Meghann Shaughnessy |
| 24     | Eastbourne | Reino Unido    | Aegon International           | grama            | Ekaterina Makarova  | Lisa Raymond Rennae Stubbs                 |
| 30     | Stanford   | Estados Unidos | Bank of the West Classic      | duro             | Victoria Azarenka   | Lindsay Davenport Liezel Huber             |
| 31     | Carlsbad   | Estados Unidos | Mercury Insurance Open        | duro             | Svetlana Kuznetsova | Maria Kirilenko Zheng Jie                  |
| 34     | New Haven  | Estados Unidos | Pilot Pen Tennis              | duro             | Caroline Wozniacki  | Květa Peschke Katarina Srebotnik           |
| 42     | Moscou     | Rússia         | Kremlin Cup                   | duro (coberto)   | Victoria Azarenka   | Gisela Dulko Flavia Pennetta               |

### 2009
| Semana | Cidade      | País           | Nome comercial                    | Piso             | Campeã              | Campeãs                                            |
| ------ | ----------- | -------------- | --------------------------------- | ---------------- | ------------------- | -------------------------------------------------- |
| 2      | Sydney      | Austrália      | Medibank International Sydney     | duro             | Elena Dementieva    | Hsieh Su-wei Peng Shuai                            |
| 6      | Paris       | França         | Open GDF Suez                     | duro (coberto)   | Amélie Mauresmo     | Cara Black Liezel Huber                            |
| 15     | Charleston  | Estados Unidos | Family Circle Cup                 | saibro (verde)   | Sabine Lisicki      | Bethanie Mattek-Sands Nadia Petrova                |
| 17     | Stuttgart   | Alemanha       | Porsche Tennis Grand Prix         | saibro (coberto) | Svetlana Kuznetsova | Bethanie Mattek-Sands Nadia Petrova                |
| 20     | Varsóvia    | Polónia        | Warsaw Open                       | saibro           | Alexandra Dulgheru  | Raquel Kops-Jones Bethanie Mattek-Sands            |
| 24     | Eastbourne  | Reino Unido    | Aegon International               | grama            | Caroline Wozniacki  | Akgul Amanmuradova Ai Sugiyama                     |
| 30     | Stanford    | Estados Unidos | Bank of the West Classic          | duro             | Marion Bartoli      | Serena Williams Venus Williams                     |
| 31     | Los Angeles | Estados Unidos | Herbalife LA Tennis Championships | duro             | Flavia Pennetta     | Chuang Chia-jung Yan Zi                            |
| 34     | New Haven   | Estados Unidos | Pilot Pen Tennis                  | duro             | Kim Clijsters       | Nuria Llagostera Vives María José Martínez Sánchez |
| 42     | Moscou      | Rússia         | Kremlin Cup                       | duro (coberto)   | Francesca Schiavone | Maria Kirilenko Nadia Petrova                      |